# 神向ふき
神向 ふき（かむい ふき、Cammy Fuki、1994年1月13日 - ）は、日本のモデル、女優。
兵庫県出身。関西外国語大学英米学科を卒業した。かつては古舘プロジェクトに所属していた。
趣味は乗馬と一人旅。

## 出演

### テレビ
- 関西テレビ「運命の人」(2020年)
- フジテレビ「痛快TVスカッとジャパン」(2019年)
- テレビ朝日「気づきの扉」（2021年10月1日- 2023年8月25日）　ナレーション担当

### 雑誌
- 小学館「CanCam」
- 光文社「美ST」

## プロデュース
- Steppin’ Stone CHANCHANG（アパレルブランド）
- CA4LAコラボレーション企画「#私のCA4LA」